# Fraumünster
L'église de Fraumünster se trouve au cœur de la ville de Zurich en Suisse. Elle est célèbre pour ses vitraux signés Marc Chagall et Augusto Giacometti. Elle fait partie d'une ancienne abbaye dont le cloître et le bâtiment abbatial furent détruits à la fin du XIXe siècle.

## Histoire
L'abbaye est fondée en 853 par Louis le Germanique pour sa fille Hildegarde. Il place l'établissement sous sa protection. En 1045, le roi des Romains Henri le Noir autorise le Fraumünster à gérer les marchés, les péages et frapper de la monnaie, offrant ainsi à l'abbesse un contrôle économique total sur la ville de Zurich.
L'empereur Frédéric II du Saint-Empire attribue le titre de duchesse à l'abbesse en 1234. Elle gère toujours la monnaie et désigne le maire. La frappe est mise en fermage à des citoyens de la ville, ce qui est fait par Elisabeth von Wetzikon en 1272 et en 1290. Malgré ces privilèges, la puissance politique de l'abbaye diminue progressivement durant le XIVe siècle à la suite de l'instauration du Zunftordnung par Rodolphe Brun, autoproclamé maire de la ville. Anna von Hewen est l'abbesse pendant plus de 50 ans au xve siècle.
Le 30 novembre 1524, l'abbaye est dissoute dans le cadre de la réforme entamée par Ulrich Zwingli. La dernière abbesse Katharina von Zimmern remet les bâtiments et les droits y étant attachés à la ville.

## Galerie

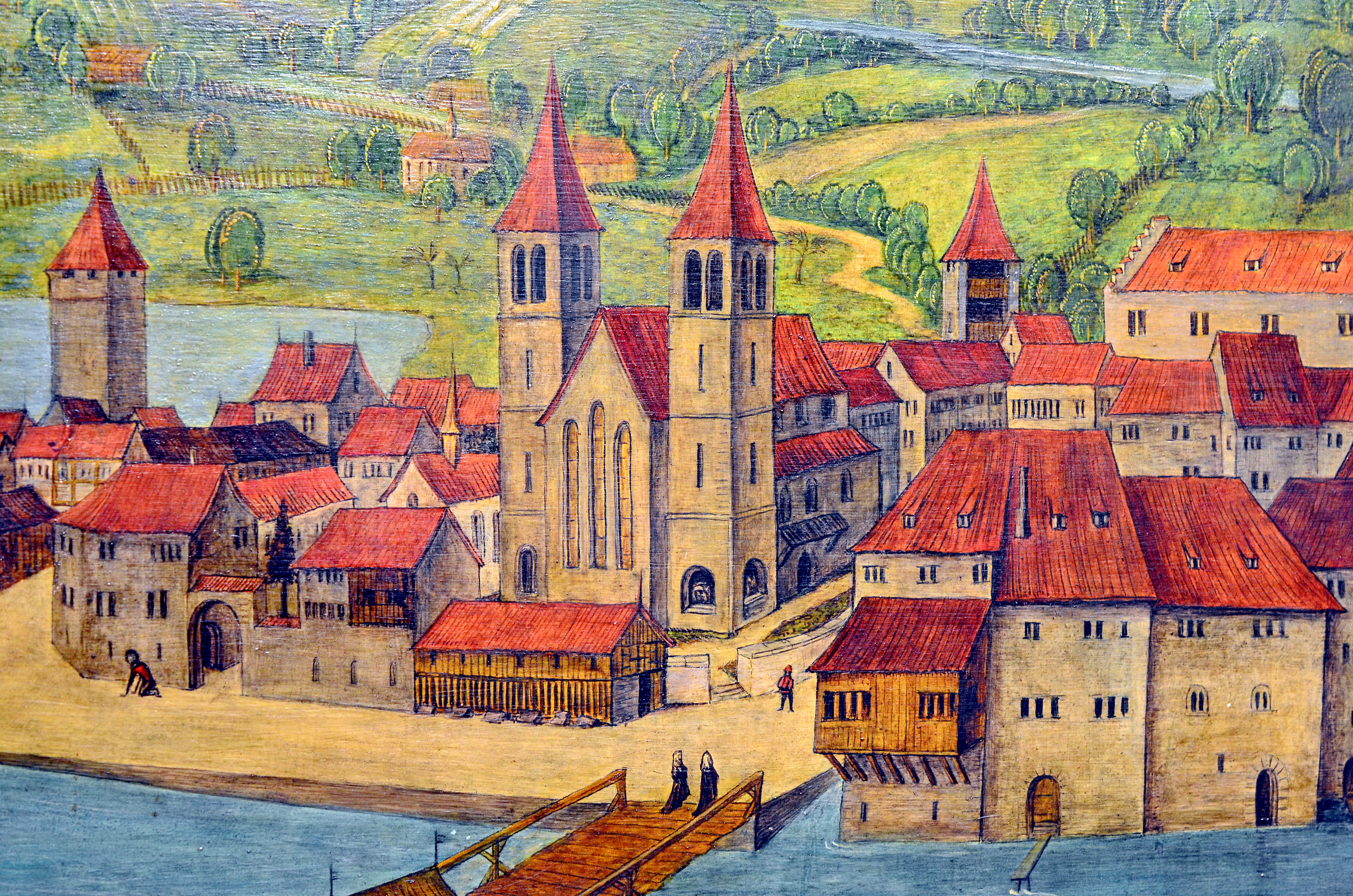
Le Fraumünster à la fin du XVe siècle, par Hans Leu l'Ancien.
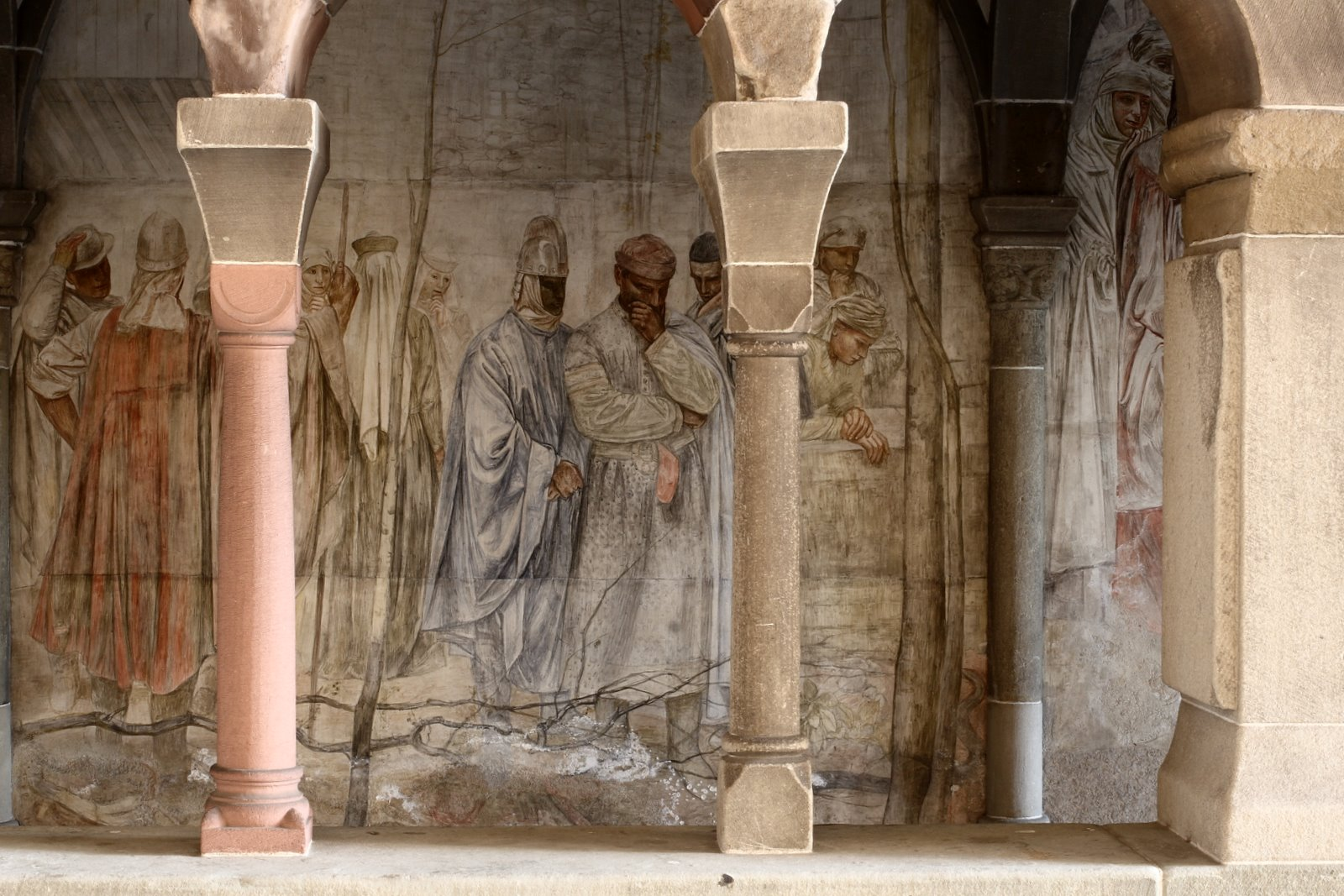
Détail de la Fresque du cloître de l'église Fraumüster.
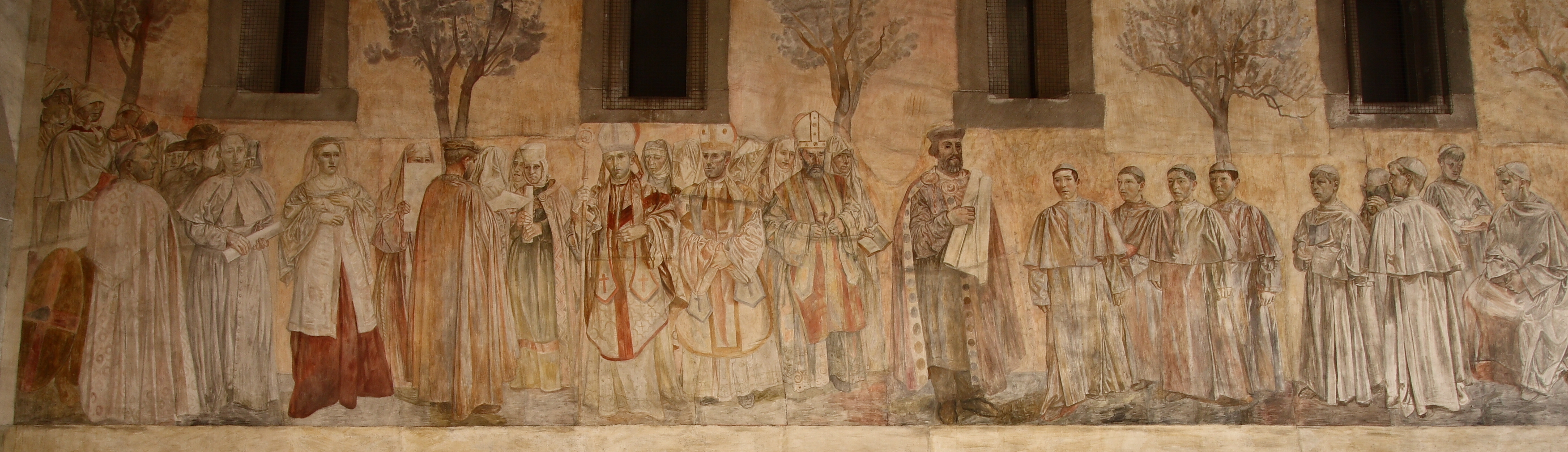
Détail de la fresque dans l'ancien cloître.
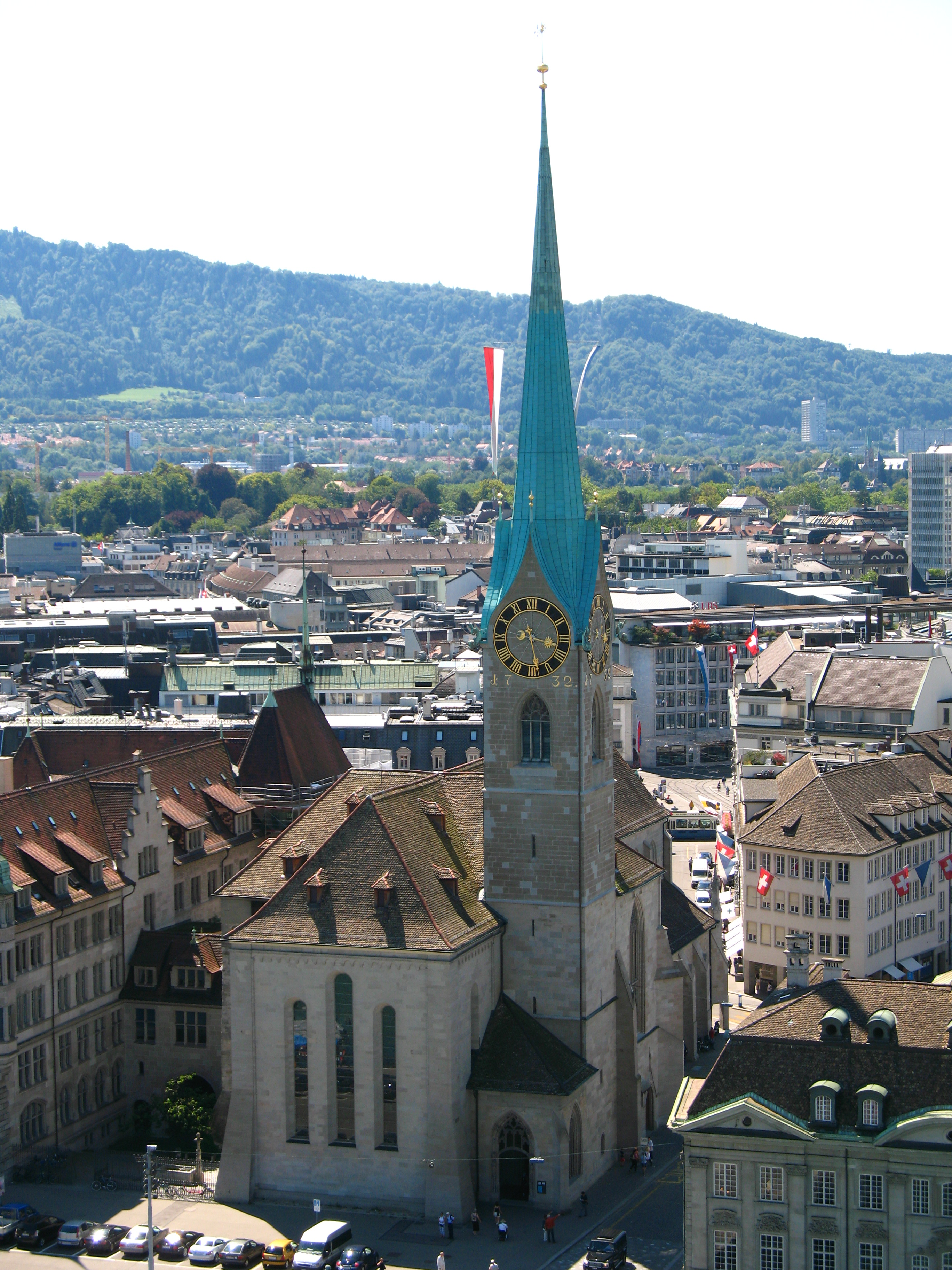
L'église Fraumünster vue depuis le Grossmünster.
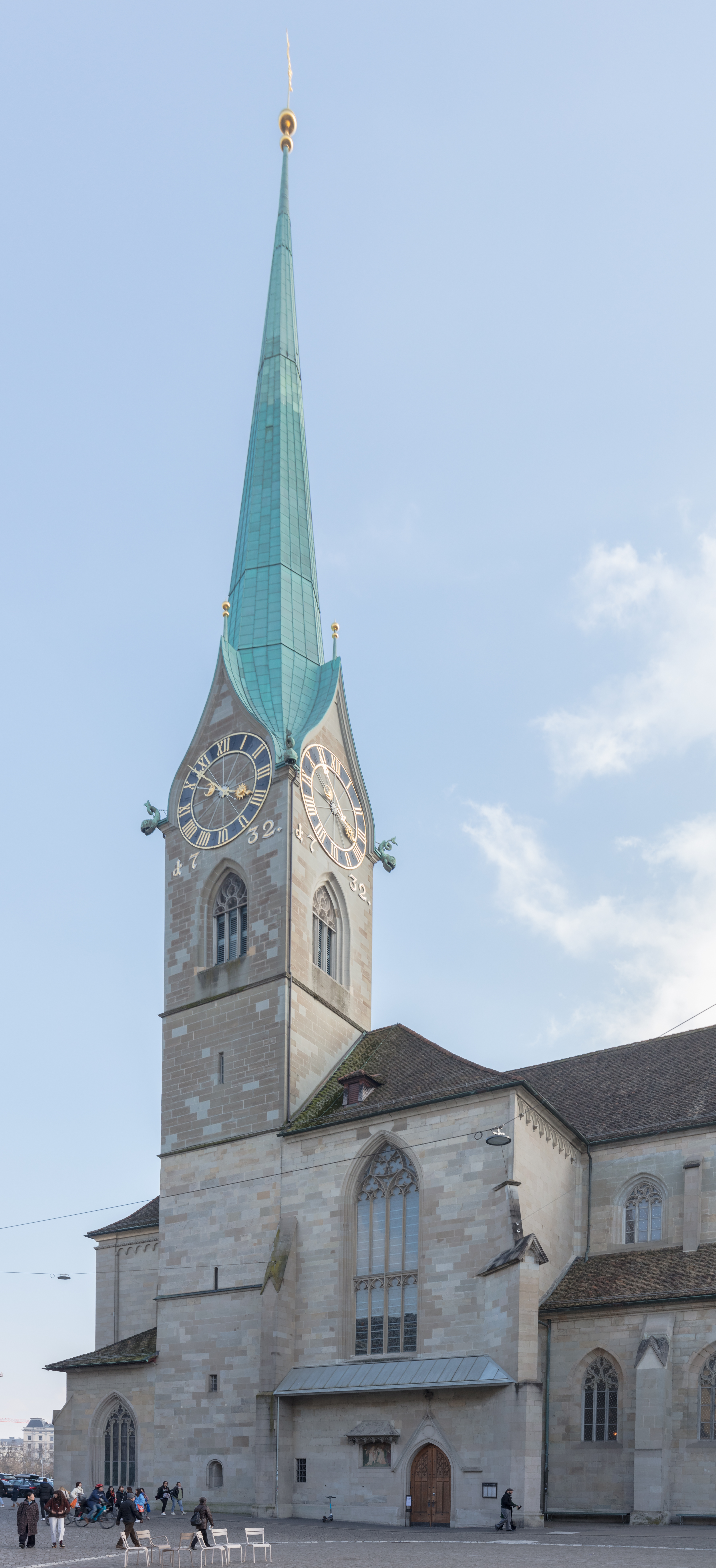
Le clocher de l'église Fraumünster.
La Limmat depuis le Quaibrücke, on y voit l'église Fraumünster, le Zunfthaus zur Meisen, la Wasserkirche, et la Grossmünster.